# Martin Johnsrud Sundby
Martin Johnsrud Sundby (Oslo, 26 september 1984) is een Noorse langlaufer. Hij vertegenwoordigde zijn vaderland op de Olympische Winterspelen 2010 in Vancouver, op de Olympische Winterspelen 2014 in Sotsji en op de Olympische Winterspelen 2018 in Pyeongchang.

## Carrière
Sundby maakte zijn wereldbekerdebuut in maart 2005 in zijn geboortestad Oslo, in december 2006 scoorde hij in La Clusaz zijn eerste wereldbekerpunten. In december 2007 finishte de Noor in Rybinsk voor de eerste maal in zijn carrière in de top tien van een wereldbekerwedstrijd. In Kuusamo boekte Sundby in november 2008 zijn eerste wereldbekerzege. Op de wereldkampioenschappen langlaufen 2009 in Liberec eindigde de Noor als vierendertigste op de 15 kilometer klassiek. Tijdens de Olympische Winterspelen van 2010 in Vancouver eindigde Sundby als vijftiende op de 50 kilometer klassiek, als achttiende op de 30 kilometer achtervolging en als drieëndertigste op de 15 kilometer vrije stijl. Op de 4x10 kilometer estafette sleepte hij samen met Odd-Bjørn Hjelmeset, Lars Berger en Petter Northug de zilveren medaille in de wacht.
In Oslo nam hij deel aan de wereldkampioenschappen langlaufen 2011. Op dit toernooi veroverde hij de bronzen medaille op 15 kilometer klassieke stijl, daarnaast eindigde hij als vijfde op de 30 kilometer achtervolging en als 24e op de 50 kilometer vrije stijl. Samen met Eldar Rønning, Tord Asle Gjerdalen en Petter Northug werd hij wereldkampioen op de 4x10 kilometer estafette. Op de wereldkampioenschappen langlaufen 2013 in Val di Fiemme behaalde de Noor de zilveren medaille op de 30 kilometer skiatlon. Tijdens de Olympische Winterspelen van 2014 in Sotsji veroverde Sundby de bronzen medaille op de 30 kilometer skiatlon, daarnaast eindigde hij als vierde op de 50 kilometer vrije stijl en als dertiende op de 15 kilometer klassieke stijl. Op de 4x10 kilometer estafette eindigde hij samen met Eldar Rønning, Chris Jespersen en Petter Northug op de 4x10 kilometer estafette. In het seizoen 2013/2014 won hij zowel de algemene wereldbeker als de Tour de Ski. 
In Falun nam de Noor deel aan de wereldkampioenschappen langlaufen 2015. Op dit toernooi eindigde hij als elfde op de 50 kilometer klassieke stijl. In het seizoen 2015/2016 won Sundby de algemene wereldbeker, de Tour de Ski en de Ski Tour Canada. Op de wereldkampioenschappen langlaufen 2017 in Lahti veroverde de Noor de zilveren medaille op zowel de 15 kilometer klassieke stijl als de 30 kilometer skiatlon, op de 50 kilometer vrije stijl eindigde hij op de vijfde plaats. Samen met Didrik Tønseth, Niklas Dyrhaug en Finn Hågen Krogh werd hij wereldkampioen op de 4x10 kilometer estafette. In het seizoen 2016/2017 prolongeerde hij de eindzege in de algemene wereldbeker. Tijdens de Olympische Winterspelen van 2018 in Pyeongchang behaalde Sundby de zilveren medaille op de 30 kilometer skiatlon, daarnaast eindigde hij als vierde op de 15 kilometer vrije stijl en als vijfde op de 50 kilometer klassieke stijl. Op de teamsprint legde hij samen met Johannes Høsflot Klæbo beslag op de gouden medaille, samen met Didrik Tønseth, Simen Hegstad Krüger en Johannes Høsflot Klæbo sleepte hij de gouden medaille in de wacht op de 4x10 kilometer estafette.
In Seefeld nam de Noor deel aan de wereldkampioenschappen langlaufen 2019. Op dit toernooi veroverde hij de wereldtitel op de 15 kilometer klassieke stijl, daarnaast behaalde hij de bronzen medaille op de 30 kilometer skiatlon en eindigde hij als vierde op de 50 kilometer vrije stijl. Op de estafette legde hij samen met Emil Iversen, Sjur Røthe en Johannes Høsflot Klæbo beslag op de wereldtitel. Op de wereldkampioenschappen langlaufen 2021 in Oberstdorf eindigde hij als zevende op de 15 kilometer vrije stijl.

## Resultaten

### Olympische Spelen
| Jaar | Plaats      | Resultaten |
| ---- | ----------- | --- |
| 2010 | Vancouver   | 33e 15 km vrije stijl · 18e 30 km achtervolging · 15e 50 km klassieke stijl · 4×10 km estafette                 |
| 2014 | Sotsji      | 13e 15 km klassieke stijl · 30 km skiatlon · 4e 50 km vrije stijl · 4e 4×10 km estafette                        |
| 2018 | Pyeongchang | 4e 15 km vrije stijl · 30 km skiatlon · 5e 50 km klassieke stijl · Teamsprint (vrije stijl) · 4×10 km estafette |

### Wereldkampioenschappen
| Jaar | Plaats        | Resultaten                                                                                 |
| ---- | ------------- | ------------------------------------------------------------------------------------------ |
| 2009 | Liberec       | 34e 15 km klassieke stijl                                                                  |
| 2011 | Oslo          | 15 km klassieke stijl · 5e 30 km achtervolging · 24e 50 km vrije stijl · 4x10 km estafette |
| 2013 | Val di Fiemme | 30 km skiatlon                                                                             |
| 2015 | Falun         | 11e 50 km klassieke stijl                                                                  |
| 2017 | Lahti         | 15 km klassieke stijl · 30 km skiatlon · 5e 50 km vrije stijl · 4x10 km estafette          |
| 2019 | Seefeld       | 15 km klassieke stijl · 30 km skiatlon · 4e 50 km vrije stijl · 4×10 km estafette          |
| 2021 | Oberstdorf    | 7e 15 km vrije stijl                                                                       |

### Wereldbeker
| Legenda | Legenda            |
| ------- | ------------------ |
| TdS     | Tour de Ski        |
| NO      | Nordic Opening     |
| LT      | Lillehammer Triple |
| RT      | Ruka Triple        |
| WBF     | Wereldbekerfinale  |
| STC     | Ski Tour Canada    |
| ST      | Ski Tour           |

Eindklasseringen
| Seizoen   | Algm  | DI     | SP   | TdS    |
| --------- | ----- | ------ | ---- | ------ |
| 2006/2007 | 146e  | 95e    | –    | –      |
| 2007/2008 | 68e   | 42e    | –    | –      |
| 2008/2009 | 13e   | 12e    | 108e | 8e     |
| 2009/2010 | 42e   | 28e    | 103e | 20e    |
| 2010/2011 | 28e   | 19e    | 74e  | –      |
| 2011/2012 | 19e   | 14e    | 99e  | –      |
| 2012/2013 | 8e    | 6e     | 104e | –      |
| 2013/2014 | Goud  | Goud   | 26e  | Goud   |
| 2014/2015 | 6e    | Zilver | 35e  | DSQ    |
| 2015/2016 | Goud  | Goud   | 13e  | Goud   |
| 2016/2017 | Goud  | Goud   | 38e  | Zilver |
| 2017/2018 | Brons | Zilver | 54e  | Zilver |
| 2018/2019 | 9e    | Brons  | 58e  | 7e     |
| 2019/2020 | 25e   | 15e    | 71e  | –      |

Wereldbekerzeges
| Nr. | Datum            | Plaats                | Onderdeel                              |
| --- | ---------------- | --------------------- | -------------------------------------- |
| 1.  | 30 november 2008 | Kuusamo               | 15 km klassieke stijl                  |
| 2.  | 24 november 2012 | Gällivare             | 15 km vrije stijl                      |
| 3.  | 1 december 2013  | Kuusamo               | Nordic Opening                         |
| 4.  | 3 januari 2014   | Cortina-Toblach       | 35 km vrije stijl (handicapstart) TdS  |
| 5.  | 5 januari 2014   | Tour de Ski 2013/2014 | Tour de Ski 2013/2014                  |
| 6.  | 2 maart 2014     | Lahti                 | 15 km vrije stijl                      |
| 7.  | 16 maart 2014    | Falun                 | 15 km vrije stijl (handicapstart)      |
| 8.  | 16 maart 2014    | Falun                 | Wereldbekerfinale                      |
| 9.  | 6 december 2014  | Lillehammer           | 10 km vrije stijl                      |
| 10. | 7 december 2014  | Lillehammer           | Nordic Opening                         |
| 11. | 28 november 2015 | Kuusamo               | 10 km vrije stijl                      |
| 12. | 29 november 2015 | Kuusamo               | Nordic Opening                         |
| 13. | 5 december 2015  | Lillehammer           | 30 km skiatlon                         |
| 14. | 12 december 2015 | Davos                 | 30 km vrije stijl                      |
| 15. | 20 december 2015 | Toblach               | 15 km klassieke stijl                  |
| 16. | 2 januari 2016   | Lenzerheide           | 30 km klassieke stijl (massastart) TdS |
| 17. | 3 januari 2016   | Lenzerheide           | 10 km vrije stijl (handicapstart) TdS  |
| 18. | 9 januari 2016   | Val di Fiemme         | 15 km klassieke stijl (massastart) TdS |
| 19. | 10 januari 2016  | Val di Fiemme         | 9 km vrije stijl (handicapstart) TdS   |
| 20. | 10 januari 2016  | Tour de Ski 2015/2016 | Tour de Ski 2015/2016                  |
| 21. | 6 februari 2016  | Oslo                  | 50 km klassieke stijl (massastart)     |
| 22. | 21 februari 2016 | Lahti                 | 30 km skiatlon                         |
| 23. | 9 maart 2016     | Canmore               | 30 km skiatlon STC                     |
| 24. | 12 maart 2016    | Ski Tour Canada 2016  | Ski Tour Canada 2016                   |
| 25. | 4 december 2016  | Lillehammer           | Nordic Opening                         |
| 26. | 10 december 2016 | Davos                 | 30 km vrije stijl                      |
| 27. | 7 januari 2017   | Val di Fiemme         | 15 km klassieke stijl (massastart) TdS |
| 28. | 19 februari 2017 | Otepää                | 15 km klassieke stijl                  |
| 29. | 11 maart 2017    | Oslo                  | 50 km klassieke stijl (massastart)     |
| 30. | 7 januari 2018   | Val di Fiemme         | 9 km vrije stijl (handicapstart) TdS   |

Wereldbekerzeges team
| Nr. | Datum            | Plaats      | Onderdeel                               | Teamgenoten                    |
| --- | ---------------- | ----------- | --------------------------------------- | ------------------------------ |
| 1.  | 25 november 2007 | Beitostølen | 4 × 10 km estafette                     | Svartedal / Hofstad / Hetland  |
| 2.  | 17 februari 2008 | Liberec     | 6 × 1,4 km teamsprint (klassieke stijl) | Østensen                       |
| 3.  | 24 februari 2008 | Falun       | 4 × 10 km estafette                     | Jespersen / Eilifsen / Northug |
| 4.  | 23 november 2008 | Gällivare   | 4 × 10 km estafette                     | Rønning / Hofstad / Northug    |
| 5.  | 7 december 2008  | La Clusaz   | 4 × 10 km estafette                     | Hetland / Gjerdalen / Northug  |
| 6.  | 22 november 2009 | Beitostølen | 4 × 10 km estafette                     | Rønning / Hafsås / Northug     |
| 7.  | 12 februari 2012 | Nové Město  | 4 × 10 km estafette                     | Rønning / Dyrhaug / Northug    |
| 8.  | 25 november 2012 | Gällivare   | 4 × 7,5 km estafette                    | Rønning / Røthe / Northug      |
| 9.  | 20 januari 2013  | La Clusaz   | 4 × 7,5 km estafette                    | Rønning / Tønseth / Røthe      |
| 10. | 6 december 2015  | Lillehammer | 4 × 7,5 km estafette                    | Dyrhaug / Holund / Northug     |
| 11. | 24 januari 2016  | Nové Město  | 4 × 7,5 km estafette                    | Røthe / Rundgreen / Krogh      |
| 12. | 18 december 2016 | La Clusaz   | 4 × 7,5 km estafette                    | Tønseth / Gløersen / Krogh     |
| 13. | 22 januari 2017  | Ulricehamn  | 4 × 7,5 km estafette                    | Krüger / Gløersen / Krogh      |
| 14. | 9 december 2018  | Beitostølen | 4 × 7,5 km estafette                    | Iversen / Røthe / Krogh        |

### Marathons
Overige marathonzeges
| Nr. | Datum         | Plaats         | Marathon     | Onderdeel                      |
| --- | ------------- | -------------- | ------------ | ------------------------------ |
| 1.  | 20 april 2013 | Finse–Ustaoset | Skarverennet | 37 km vrije stijl (massastart) |
| 2.  | 22 april 2017 | Finse–Ustaoset | Skarverennet | 37 km vrije stijl (massastart) |